# An tSean Phobail
An tSean Phobail (en anglès Old Parish) és una vila d'Irlanda, a la Gaeltacht del comtat de Waterford, a la província de Munster. És una de les dues parròquies que formen l'àrea de parla irlandesa de Gaeltacht na nDéise
És una parròquia gran que cobreix uns 35 quilòmetres quadrats, amb uns 8 km de la costa al llarg de la Badia de Muggort. És la segona parròquia més gran de Waterford s'estén d'oest a est per les viles d'Ardmore i Grange a la parròquia d'An Rinn i de nord a sud des d'una mica més enllà de la carretera costanera Cork-Waterford. Els centres més pròxims són Dungarvan i Youghal.

## Situació de l'irlandès
La llengua irlandesa té un paper important en l'àrea, on es parla una varietat de l'irlandès de Munster. L'escola primària de la localitat, SN Ball Mhic Airt, és una Gaelscoil. Cada any el gurp de teatre local Aisteoirí An Sean Phobal, produeix drames en irlandès. També hi ha un club de l'Associació Atlètica Gaèlica que competeix en Comórtas Peile na Gaeltachta, competició anual de futbol gaèlic entre clubs de les Gaeltacht d'Irlanda. El nom oficial de la zona és An tSean Phobail o An Seanphobal. Old Parish és el nom tradicional. Des de 2005 les senyalitzacions estan únicament en irlandès.

## Història

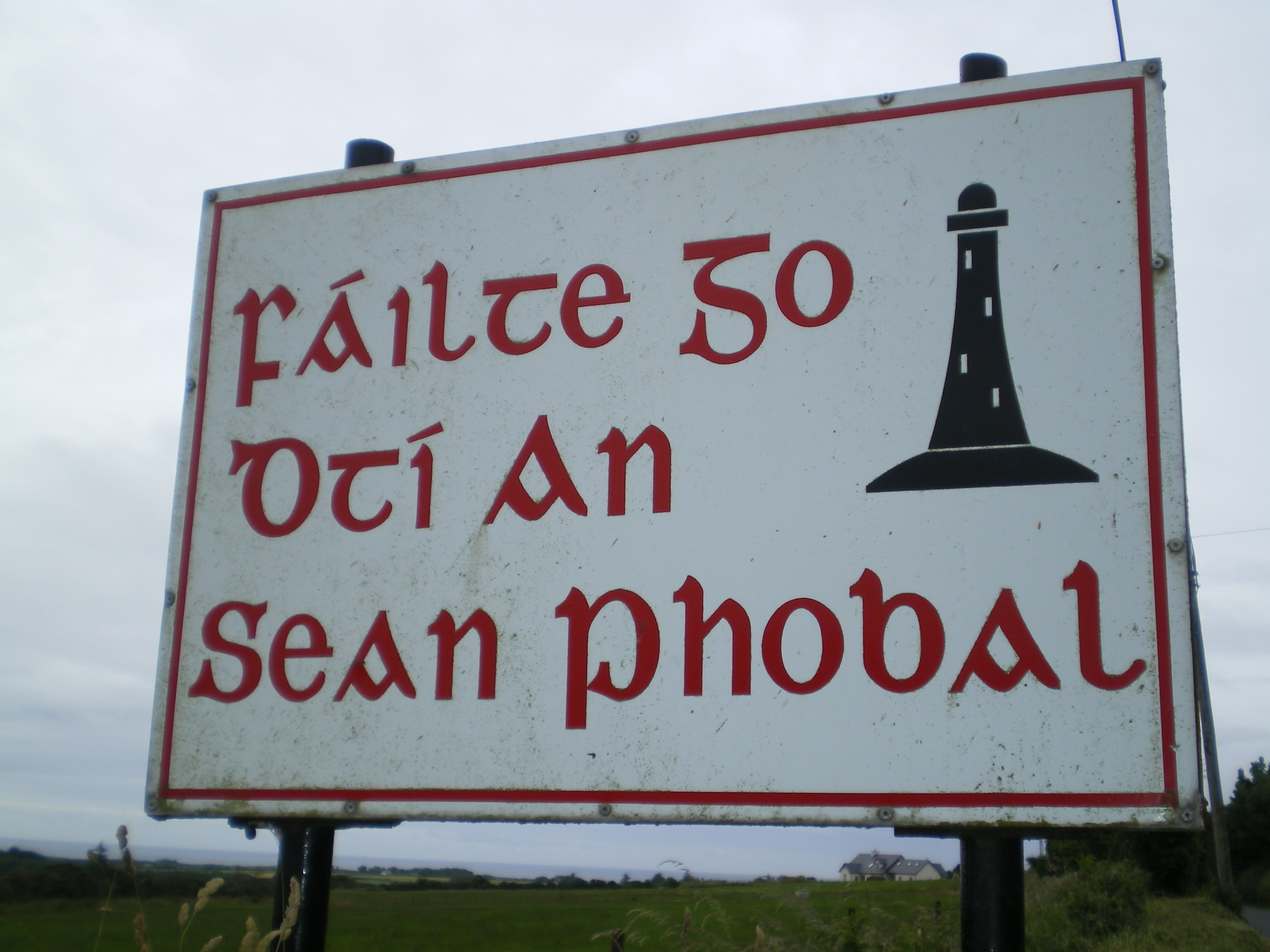
Senyal de benvinguda a An tSean Phobail

El nom en irlandès es correspon a la seva anglització, ja que ve de Pobal (comunitat) i sean (antic). Segons la tradició local és la parròquia més antiga d'Irlanda. Aquesta llegenda és esperonada perquè Sant Colman va construir la parròquia de Cill Comán a An tSean Phobail; allí hi fou batejat Sant Declan, qui evangelitzà al comtat de Waterford abans de l'arribada de Patrici d'Irlanda. Però el nom és degut segurament al fet que formà part d'una parròquia més antiga formada per An tSean Phobail i Ardmore, que el 1900 es va unir a la parròquia d'An Rinn. Una altra teoria afirma que l'efecte devastador de la fam en la població de la parròquia podria haver portat a la gent a anomenar-la An tSean Phobail (La vella comunitat), ja que hauria estat una comunitat força poblada. El nom anterior de la vila era Baile Mhic Airt.

### Tomba megalítica 'Caileach Bhearra'

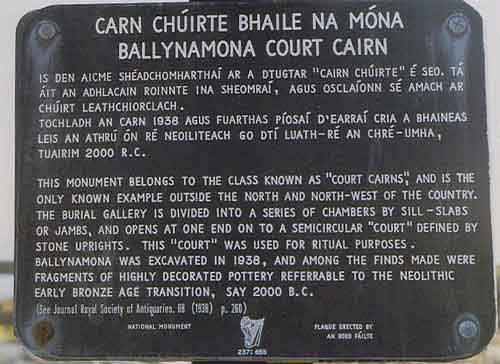
Placa a la tomba megalítica

Hi ha una tomba megalítica de caràcter neolític o de l'edat de bronze al townland de Ballymona. L'indret és marcat com a "dolmen" a l'Ordnance Survey map coneguda com a 'Cailleach Bhearra'. Es troba a 1,5 kilòmetres del far al nord de la línia entre la badia de Clew i Dundalk. Fou excavada en maig de 1938 per un equip de l'Office of Public Works en col·laboració amb el Museu Nacional d'Irlanda.

### La Gran Fam
La vila era força poblada abans de la Gran Fam Irlandesa (1845-1849). Molts llogarets, com Tóin Tí Thaidhg, Baile Mhic Airt íoctarach, i Baile na hAirde, ja no se'n van refer. I el cementiri de Relig An tSleibh va haver de fer-se més gran per a enterrar-hi tots els morts. En 1953 i 1995 s'hi van fer actes commemoratius i es va erigir un monument de record a les víctimes.

### La Guerra Angloirlandesa

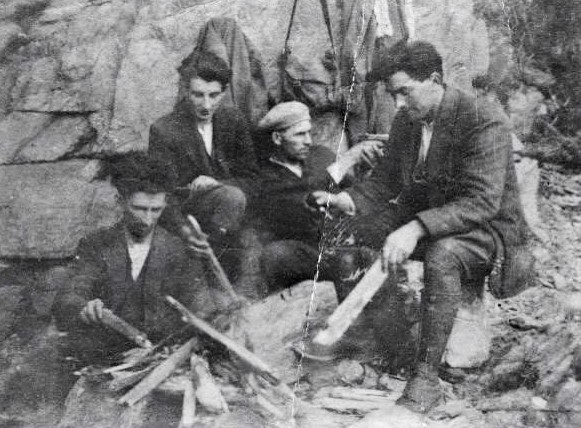
Voluntaris de l'IRA a la platja de Baile Mhic Airt beach

A la fi de 1917 s'hi organitzà un regiment de Voluntaris Irlandesos que a les eleccions de 1918 van protegir els candidats del Sinn Féin a Waterford. Durant la Guerra Angloirlandesa s'hi formà la Brigada West Waterford de l'Exèrcit Republicà Irlandès, l'enginyer del qual, Mick Mansfield, era d'An tSean Phobail. També ho era l'oficial d'intendència Declan Slattery. Al poblet es van fer nombroses maniobres d'entrenament de l'IRA local. Pel gener de 1920 van participar en una emboscada a la caserna local de la Royal Irish Constabulary a quatre milles de Youghal i en els atacs a Ardmore.

## Chicago
Dos dels alcaldes que han servit més temps a Chicago, Richard J. Daley i el seu fill, Richard M. Daley tenen fortes connexions amb la zona. Richard J. Daley era l'únic fill de Michael i Lillian (Dunne) Daley, les famílies dels quals havien arribat des d'An tSean Phobail durant la Gran Fam Irlandesa. Hi ha una placa dedicada a Richard J. Daley a Móin na Mín in An tSean Phobail. Ell va donar una generosa suma de diners per a renovar l'església al voltant de 1970.